# دستگاه شنوایی‌سنج

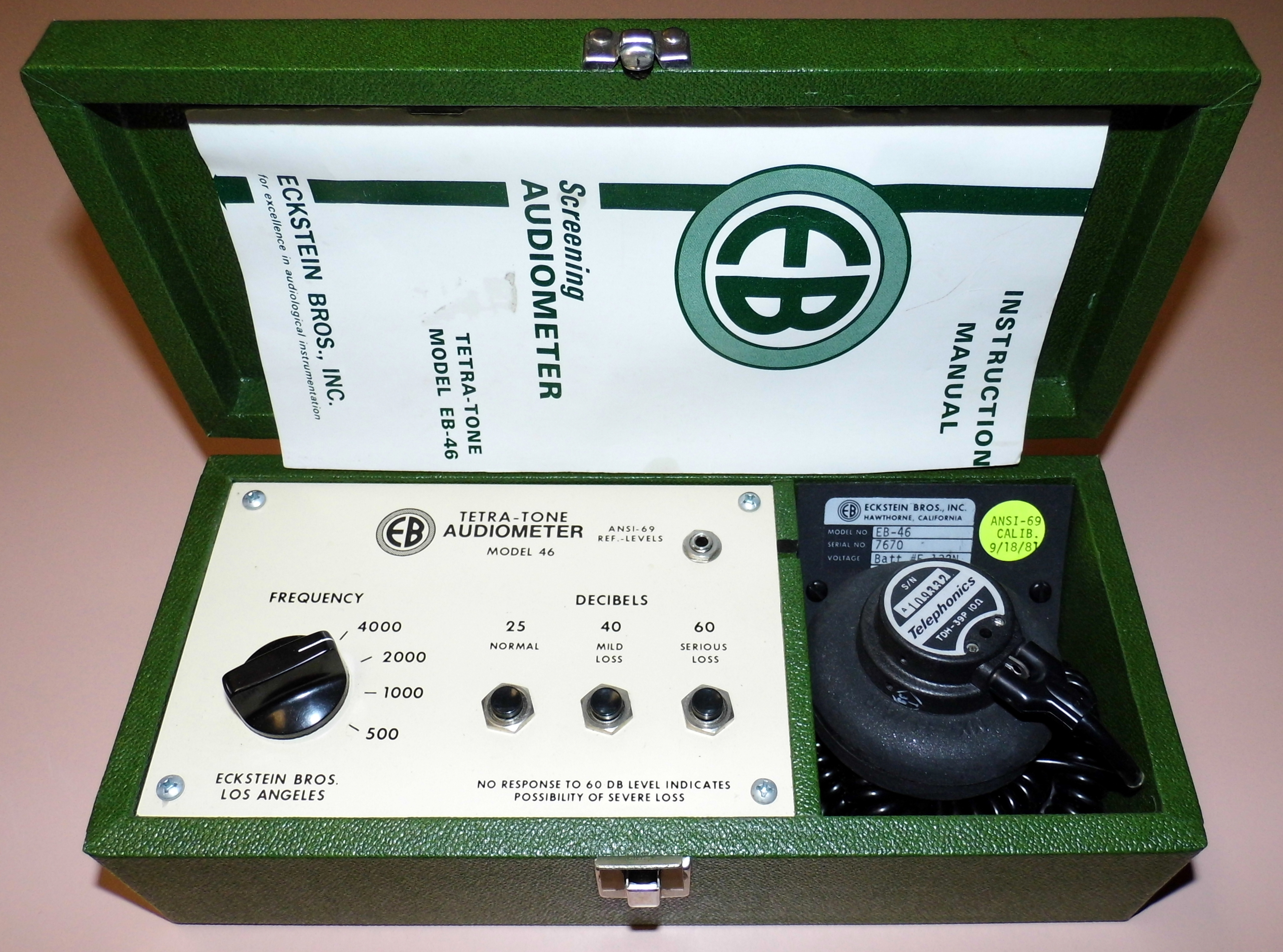
دستگاه تشخیص شنوایی سنجی

دستگاه شنوایی‌سنج (به انگلیسی: audiometer) دستگاهی است که شنوایی شناس با آن اقدام به ثبت شنوایی‌نگاره (اودیوگرام) می‌کند. وسیله‌ای الکترونیکی که از طریق تولید محرک‌های شنوایی با بسامد (فرکانس) و شدت معین میزان شنوایی را اندازه‌گیری می‌کند. به فرد ماهر در اندازه‌گیری میزان شنوایی نیز شنوایی‌آزما می‌گویند.